# Боголепов, Николай Кириллович
Никола́й Кири́ллович Боголе́пов (25 сентября 1900 года — 15 октября 1980 года) — советский невропатолог, доктор медицинских наук, профессор, академик АМН СССР. Герой Социалистического Труда (1970), заслуженный деятель науки РСФСР (1966), заслуженный врач РСФСР, лауреат Сталинской премии (1950).

## Биография
Родился в Москве в семье учителя. С 1918 года по 1919 год работал в профсоюзе транспортных рабочих.
В 1919 году был призван в РККА, участвовал в Гражданской войне. С 1921 года по 1926 год учился на медицинском факультете МГУ, после окончания учёбы работал ординатором в клинике нервных болезней у Г. И. Россолимо и Е. К. Сеппа.
С 1930 года по 1935 год научным сотрудником в Институте экспертизы трудоспособности, с 1935 года — ассистент, а затем доцент кафедры нервных болезней 3-го Московского медицинского института.
В годы Великой Отечественной войны работал был невропатологом-консультантом в ряде эвакуационных госпиталей в Москве.
В 1947 году защитил докторскую диссертацию, посвящённую нарушениям двигательных функций при расстройствах мозгового кровообращения, затем заведовал неврологическим отделением Института экспертизы трудоспособности. С 1951 года возглавлял кафедру врачебно-трудовой экспертизы в Центральном институте усовершенствования врачей, а в 1958 году был избран заведующим кафедрой нервных болезней 2-го Московского медицинского института.
С 1954 года по 1960 год был главным невропатологом, а затем консультантом 4-го Главного управления Министерства здравоохранения СССР и заместителем академика-секретаря отделения клинической медицины АМН СССР.
В 1969 году Боголепов был избран действительным членом (академиком) АМН СССР.
Указом Президиума Верховного Совета СССР от 24 сентября 1970 года за большие заслуги в развитии медицинской науки, подготовку кадров и в связи с 70-летием академику Боголепову Николаю Кирилловичу было присвоено звание Героя Социалистического Труда.
Являлся членом президиума Всесоюзного и Всероссийского научных обществ невропатологов и психиатров, почётным членом Чехословацкого медицинского общества имени Я. Пуркинье, Парижского медицинского общества, Французского общества невропатологов, был заместителем главного редактора «Журнала неврологии и психиатрии имени С. С. Корсакова».
Сын — Николай Николаевич Боголепов, академик РАМН, профессор, доктор медицинских наук.
Дочь — Ирина Николаевна Боголепова, академик РАМН, профессор, доктор медицинских наук.
Жил и работал в Москве. Умер 15 октября 1980 года. Похоронен в Москве на Кунцевском кладбище (участок 10).

## Научная деятельность
Николай Кириллович Боголепов за время своей научной деятельности опубликовал более 450 научных работ, в том числе 19 монографий и руководств. Основное направление его деятельности — патология мозгового кровообращения, большое число его работ посвящено неврологическим синдромам при нарушении кровообращения в различных системах.
Боголеповым была разработана классификация сосудистых заболеваний нервной системы, развито учение о недостаточности мозгового кровообращения, изучено нарушение гемодинамики и мозгового кровотока при операциях по поводу врождённых и приобретённых пороков сердца с применением искусственного кровообращения. Он занимался разработкой новых направлений в невропатологии (кардионеврология, реноневрология, нейрореанимация, нейрогериатрия). По его инициативе в клинике было создано нейрокардиологическое реанимационное отделение. Боголепов стал одним из первых в СССР организаторов службы реанимации и скорой помощи для больных с острыми нарушениями мозгового кровообращения.
Высоко оценена была монография Боголепова «Нарушения двигательных функций при сосудистых поражениях головного мозга» (1953), в которой им были подробно описаны варианты двигательных расстройств, различные патологические рефлексы, гиперкинезы, горметонии и своеобразные поздние гемиплегические контрактуры, а также процесс восстановления нарушенных двигательных функций. В работе «Сосудистые заболевания нервной системы» (4-й том руководства по неврологии) обобщён многолетний опыт изучения патологии мозгового кровообращения. В ряде работ описаны неврологические синдромы при патологии верхней и нижней полой вены, лечение преходящих нарушений мозгового кровообращения и инсультов, вентрикулярные геморрагии, нарушения кровообращения в спинном мозге. В книге «Коматозные состояния» (1950) описаны симптоматика, патогенез, диагностика различных ком, в том числе при инфаркте миокарда, симптомы гемиплегии, определяемые в коме.
В монографии «Невропатология. Неотложные состояния» (1967) Боголепов выделил наиболее важные аспекты неотложной помощи при острых состояниях и заболеваниях нервной системы, описал головные боли, головокружения, шум в голове, бульбарные параличи, расстройства координации, сна, эпилептические припадки.
Среди работ Боголепова есть и научно-популярные: «Сосудистые заболевания головного мозга и их профилактика» (1960), «О предупреждении гипертонической болезни и атеросклероза. Советы невропатолога» (1956), «Философский аспект проблем невропатологии» (1967).

## Награды и звания
- Медаль «Серп и Молот»
- Два Ордена Ленина
- Орден «Знак Почёта»
- Заслуженный деятель науки РСФСР (1966 год)
- Заслуженный врач РСФСР
- Сталинская премия в области наук (1951 год) — за монографию «Коматозные состояния» (1950)
- другие награды

## Память
В Москве по адресу Кутузовский проспект, д. 2/1 в память о Боголепове установлена мемориальная доска.